# 황금의 20년대

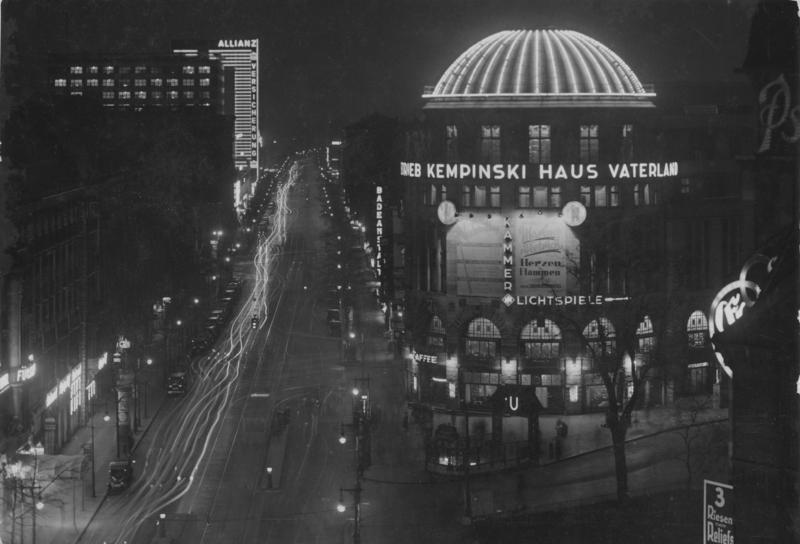
베를린 포츠담 광장의 조국회관 같은 유흥오락시설은 1920년대 하반기 자유로운 문화의 상징이었다.

황금의 20년대(독일어: Goldene Zwanziger)는 전간기 독일에서, 1924년 바이마르 공화국의 하이퍼인플레이션이 잡히고 1929년 월가 증시붕괴로 대공황이 닥칠 때까지 5년간 좀 살 만했던 시절을 말한다.
동시기 미국은 광란의 20년대였고, 프랑스에서는 르 아네 폴 시기였다.
이 시기를 대표하는 문화 아이콘으로는 가수 마를레네 디트리히, 소설가 토마스 만, 영화감독 프리츠 랑, 무용수 아니타 베르베르, 화가 오토 딕스 등이 있다. 그들은 황금의 20년대를 누린 리버럴리스트로서, 이후 나치 정권에 반대하여 국외로 탈출하거나 국내에서의 반나치 활동에 참여했다.